# MBDA
MBDA is een Europese wapenfabrikant die voornamelijk raketten ontwikkelt en produceert voor land-, lucht- en zeemacht. Het bedrijf heeft afdelingen in Duitsland, Frankrijk, het Verenigd Koninkrijk, Italië en Spanje en stelde 13.500 mensen tewerk in 2023. Het hoofdkwartier van de groep bevindt zich in Le Plessis-Robinson; een voorstad van Parijs. MBDA heeft wereldwijd ruim negentig krijgsmachten als klant en produceerde 45 wapensystemen.

## Geschiedenis

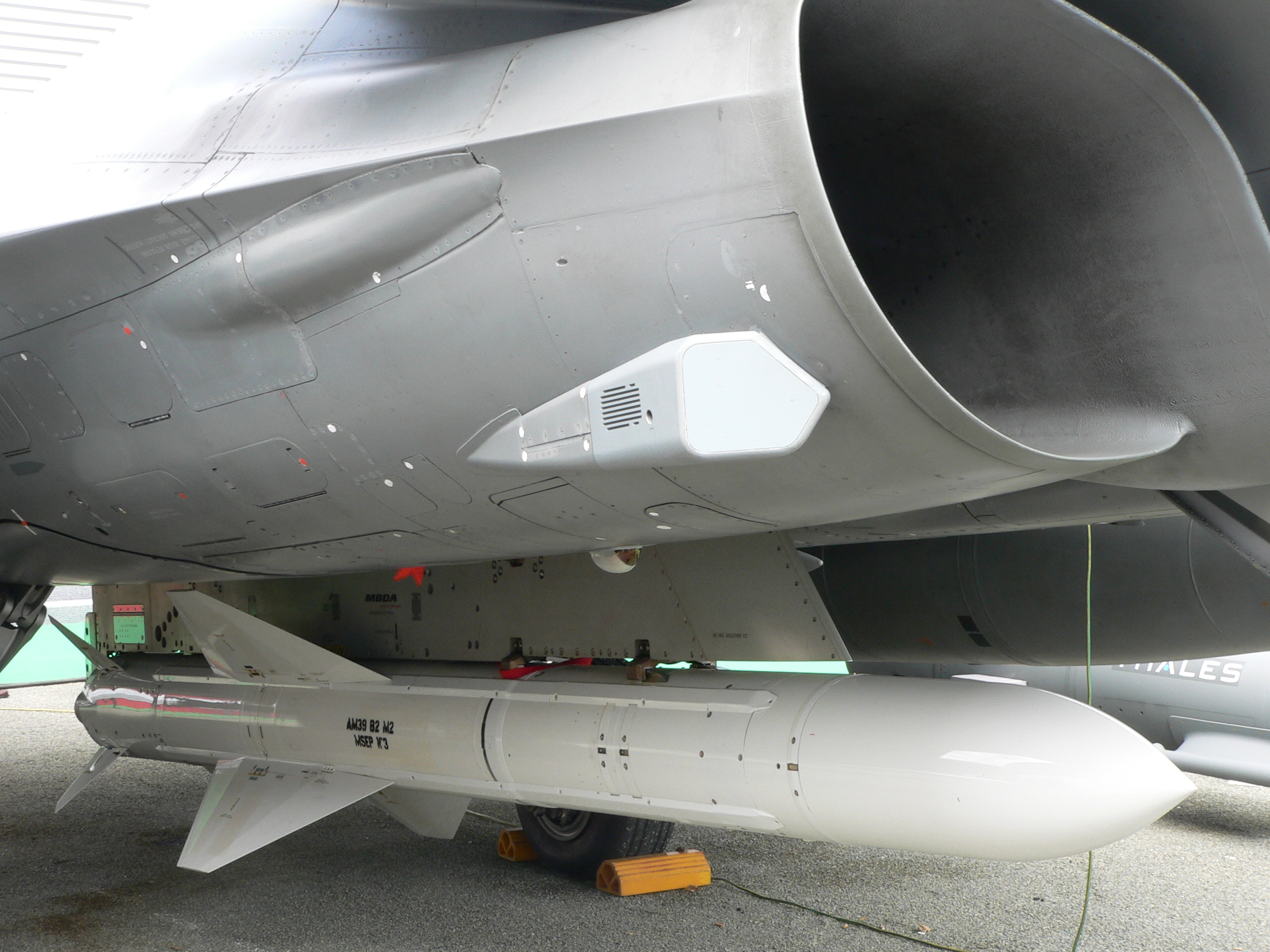
Een MBDA exocetraket onder de vleugel van een Dassault Rafale.

De consolidaties in de Europese defensie-industrie eind jaren 1990 zetten zich ook door bij de raketproducenten. In 1996 gingen de helft van de raketactiviteiten van het Franse Matra Défence samen met die van het Britse BAe Dynamics en werd Matra BAe Dynamics gevormd. De andere helft ging in 1999 deel uitmaken van Aérospatiale-Matra.
In 1998 werd Alenia Marconi Systems gevormd uit de raket- en radaractiviteiten van het Britse GEC-Marconi Radar and Defence Systems en het Italiaanse Alenia Difesa. Een jaar later werd GEC-Marconi overgenomen door BAe en werd BAE Systems gevormd.
In 2001 fuseerde Matra BAe Dynamics (MBD) met de raketactiviteiten van Alenia Marconi Systems (AMS) om zo MBDA te vormen. In juni 2005 werd LFK (Lenkflugkörpersysteme), dat toen deel uitmaakte van EADS Defence and Security Systems, mee opgenomen. LFK werd in maart 2006 MBDA Germany en in mei 2012 MBDA Deutschland, dat als onafhankelijke divisie van MBDA opereert.
In februari 2002 werd MBDA ook voor 40% eigenaar van het Spaanse raketproducent Inmize Sistemas. Omdat via Alenia Marconi O&O-activiteiten in het Amerikaanse Californië waren overgenomen werd besloten om in dat land uit te breiden. Er werd een Amerikaanse divisie, MBDA, Inc., opgezet die in december 2011 de Viper Strike-munitiedivisie van Northrop Grumman te Redstone Arsenal en Huntsville (Alabama) overnam.
Op 19 december 2024 verkocht Safran haar 50% belang in Roxel aan MBDA. Roxel maakt motoren voor vaste brandstofraketten en had een marktaandeel van 60% in Europa met MBDA als grootste afnemer.

## Afdelingen

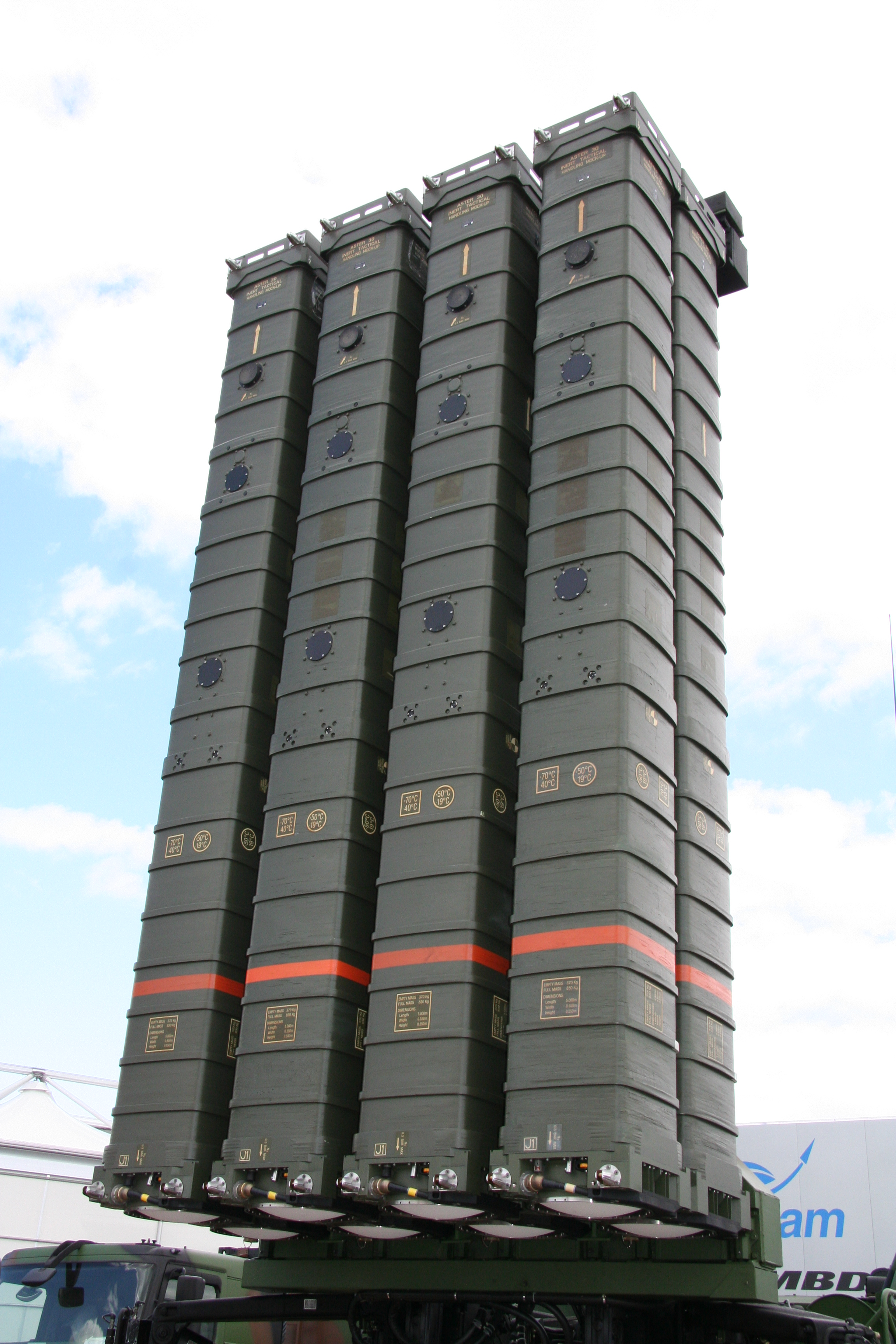
Lanceerinrichting voor Aster 30 tentoongesteld op de Paris Air Show in 2009.

MBDA is een groep met nog enkele participaties; bestaande uit:
- MBDA Deutschland (Schrobenhausen)
  - Bayern-Chemie Gesellschaft für flugchemische Antriebe mbH
  - LFK
    - Taurus Systems GmbH (67%)
    - MEADS International (25%)

  - TDW Gesellschaft für verteidigungstechnische Wirksysteme
- MBDA France (Le Plessis-Robinson)
  - Matra Électronique
  - Roxel (50%)
  - Eurosam (33%)
- MBDA UK (Londen)
- MBDA Italia (Rome)
  - Eurosam (33%)
  - MEADS International (17%)
- MBDA España
- MBDA USA (Westlake Village)

## Producten

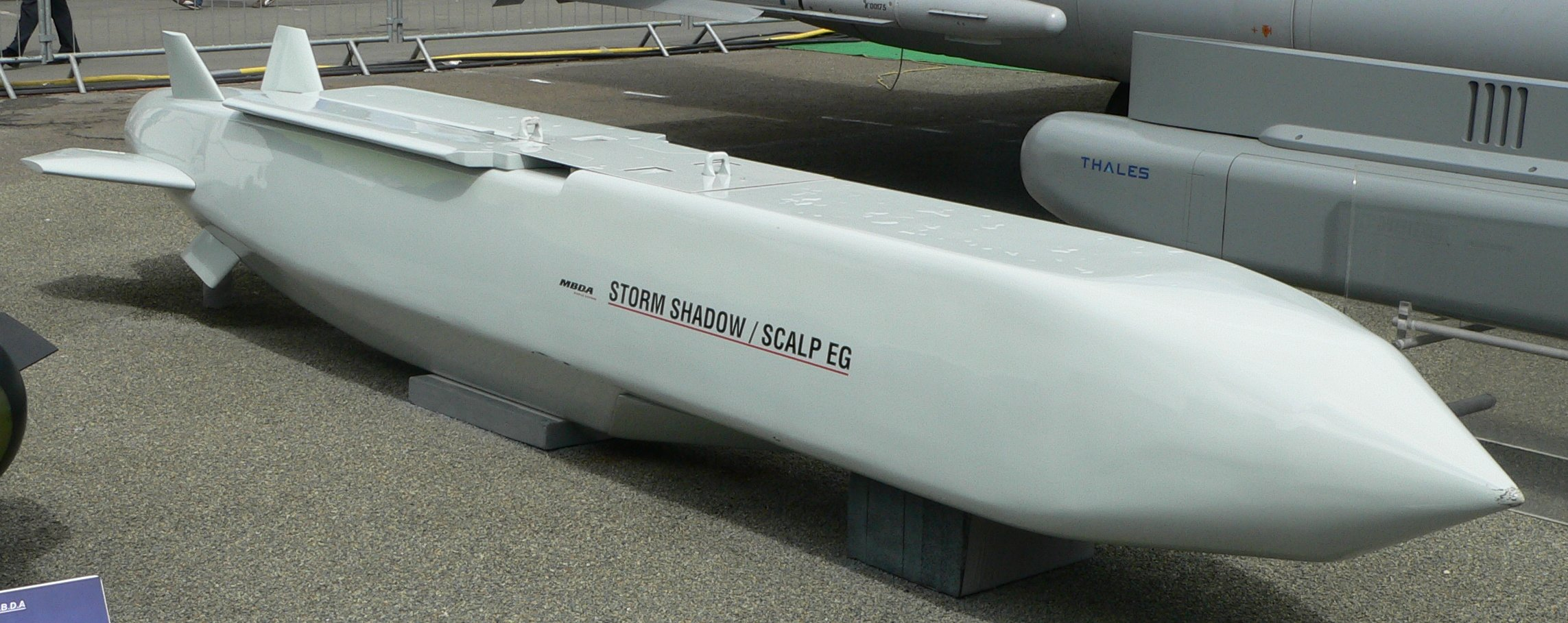
Een tentoongestelde Storm Shadow/Scalp EG.

Lucht-luchtAIM-132 ASRAAM, CAMM, Meteor en MICA.
Grond-luchtAster (Eurosam), LFK NG (i.s.m. Diehl BGT Defence), Medium Extended Air Defense System (MEADS Int.), Mistral, Rapier/Jernas, Sea Wolf.
Lucht-grondApache, AS-30L, ASMP-kernraket, Brimstone, GBU-44/B Viper Strike, Taurus KEPD 350-kruisvluchtwapen, PGM 500, Saber (voor UAV's), Spear, Storm Shadow, Zuni.
Grond-grondFire Shadow.
AntitankEryx, HOT, MILAN, PARS 3 LR.
AntischipExocet, FASGW/ANL, Marte, Otomat/Teseo.
TegenmaatregelenDDM NG (raketwaarschuwingssysteem détecteurs de départ de missile voor Dassault Rafale, Elips (antiradarsneeuw- en afleidingsafwerper), SOUVIM 2 (ontmijning), Spirale (afleidings- en waarschuwingssysteem voor Dassault Rafale, TiGER (granaat).
AndereBANG (bom), Diamond Back (raketvleugels).